# Panj Tan-e Shahīd
Panj Tan-e Shahīd (persiska: پَنج تَنِ شَهيد) är en ort i Iran.   Den ligger i provinsen Västazarbaijan, i den nordvästra delen av landet, 500 km väster om huvudstaden Teheran. Panj Tan-e Shahīd ligger 1 345 meter över havet och antalet invånare är 176.
Terrängen runt Panj Tan-e Shahīd är huvudsakligen kuperad, men norrut är den platt. Runt Panj Tan-e Shahīd är det ganska tätbefolkat, med 60 invånare per kvadratkilometer. Närmaste större samhälle är Mahabad, 19,2 km sydost om Panj Tan-e Shahīd. Trakten runt Panj Tan-e Shahīd består i huvudsak av gräsmarker.